# Bobo (biskup Porto)
Bobo (zm. 1189) – włoski duchowny katolicki wywodzący się z rzymskiego rodu arystokratycznego Bobone. Jego imię i nazwisko są niekiedy podawane jako Andrea Boboni, co jednak nie jest poświadczone we współczesnych mu źródłach. W 1182 roku został kardynałem. W latach 1187–1188 był legatem papieskim we Francji, gdzie próbował mediować w konflikcie między królem francuskim Filipem II Augustem a królem angielskim Henrykiem II. Biskup Porto e Santa Rufina od maja 1189 roku. Sygnował bulle papieskie między 2 stycznia 1183 a 12 września 1189. Zmarł w Rzymie.